# Rita Levi-Montalcini (film)
Rita Levi-Montalcini è un film per la televisione diretto da Alberto Negrin e trasmesso in prima visione su Rai 1 il 26 novembre 2020.

## Trama
1986. La neurologa Rita Levi-Montalcini riceve il Premio Nobel per la medicina per aver scoperto il fattore di accrescimento nervoso. La sua soddisfazione tuttavia non può dirsi completa, dato che la scoperta non ha ancora trovato un'applicazione clinica.
Tornata in Italia, Rita assiste a Torino a un concerto tenuto da giovani musicisti. Una delle studentesse, la violinista Elena Capriotti, sviene durante l'esibizione dopo aver manifestato un offuscamento alla vista. Rita si interessa al caso di Elena e riesce a procurarle una visita con il primario Poli-Richter, noto oculista, e il suo allievo specializzando Lamberti. Il professore diagnostica a Elena una grave forma di patologia corneale di origine neurologica: i nervi che portano il nutrimento alla cornea si stanno atrofizzando e la malattia rischia di portarla alla cecità.
Rita confessa alla sua governante Caterina di aver rinunciato a fare il medico dopo la laurea perché il dolore per la sofferenza dei pazienti che non poteva guarire la paralizzava. Da qui, la neurologa ripercorre la propria vita sino a quel momento: l'infanzia, l'iscrizione alla facoltà di medicina dell'Università degli Studi di Torino nel 1930, l'avvento del nazifascismo, la scoperta della dinamicità del sistema nervoso e perciò dell'accrescimento delle fibre nervose, la grande stima riservatale dal professor Giuseppe Levi e la sua morte nel 1965.
Dapprima disillusa riguardo alla possibilità di Elena di guarire (anche a causa del proprio senso d'impotenza di fronte alle numerose lettere di persone che le chiedono una cura per le proprie malattie, dopo la vincita del Nobel), e soprattutto dopo l'aggravarsi della malattia che rischia di procurare alla bambina conseguenze ancora più gravi della cecità (ossia l'eviscerazione dei bulbi oculari), Rita decide di tentare una soluzione facendosi affiancare dal collega Franco e da Lamberti.
Ripensando ad alcune parole del professor Levi, Rita intuisce che la soluzione risiede negli elementi semplici: viene quindi testata su un coniglio la somministrazione localizzata di un collirio. Poli-Richter si appresta a operare Elena, ma Lamberti lo ferma in tempo, così da permettere a Rita e Franco di mostrargli i risultati incredibilmente positivi del collirio sintetizzato. Finora hanno potuto curare solo animali, ma con l'autorizzazione dei genitori di Elena potrebbero provare la cosiddetta «cura compassionevole». Il giorno seguente la cura dà i suoi frutti ed Elena non deve più essere operata. Elena può quindi riprendere a suonare il violino e partecipa a un'audizione, tra i cui spettatori c'è anche Rita.

## Produzione
Liberamente ispirato al libro Cantico di una vita di Rita Levi-Montalcini edito da Raffaello Cortina Editore, il film ripercorre la vita della scienziata Rita Levi-Montalcini dalla giovinezza fino al 1986, anno in cui riceve il Premio Nobel per la medicina, il più alto tra i tanti riconoscimenti ottenuti dalla scienziata. La sceneggiatura inserisce nella biografia il personaggio fittizio di una giovane violinista che rischia di diventare cieca, il cui caso riaccende in Rita la voglia di tornare a cimentarsi con il lavoro in laboratorio. L'ingegnera Piera Levi-Montalcini, nipote di Rita (figlia del fratello Gino Levi-Montalcini), ha partecipato come consulente tecnica.

## Accoglienza
| Rai 1            | Rai 1          | Rai 1 | Fonte |
| Prima TV         | Telespettatori | Share | Fonte |
| ---------------- | -------------- | ----- | ----- |
| 26 novembre 2020 | 5.464.000      | 21,9% | [ 5 ] |